# فيروس تجعد القمم النامية للسولانوم
فيروس تجعد القمم النامية للسولانوم (بالإنجليزية: Solanum apical leaf curling virus)‏ ويسمى أيضاً فيروس التفاف واصفرار أوراق البندورة فيروس يصيب نباتات الفصيلة الباذنجانية مثل البطاطا والبندورة والباذنجان ويتسبب بخسائر اقتصادية.

## البيئة والانتشار
ينتشر المرض على نطاق واسع في المشرق العربي وآسيا وأفريقيا وأوروبا والولايات المتحدة. يظهر بشكل وبائي في الزراعة الخريفية حيث أن حشرة الذبابة البيضاء (باللاتينية: Bemisia tabaci) عامل رئيسي في نقل المرض في بداية الموسم.

## أعراض المرض
تظهر النباتات المصابة ضعيفة النمو ومتقزمة بشدة. تحمل هذه النباتات أوراقًا ملتفة إلى أسفل مصفرة اللون وخاصة الأوراق المتواجدة على القمة تؤدي الإصابة إلى قلة عقد الأزهار وعدم تكوين ثمار مما يتسبب بخسارة كبيرة في الإنتاج. وعند اشتداد الإصابة لا تتكون ثمار مطلقاً وتبقى النباتات متقزمة.

## مكافحة المرض
- زراعة أشتال خالية من المرض.
- تغطية المشتل بالشاش 50 مش الذي يمنع دخول الحشرة الناقلة.
- تغطية الأنفاق وجوانب البيوت البلاستيكية بالشاش 50 مش في بداية موسم الزراعة وحتى نهايته لمنع دخول الحشرة الناقلة للمرض.
- عمل باب مزدوج للدفيئة وتغطية بالشاش 50 مش ووضع مصائد لونية للحشرة الناقلة للمرض.
- مقاومة الحشرة الناقلة (الذبابة البيضاء) باستعمال أحد مبيدات الحشرات للتقليل من نسبة الإصابة كمبيدات البيروترويدات.
- يمكن التهرب من الإصابة بتأخير موعد الزراعة التشرينية حيث تزرع في شهر تشرين الثاني بدلاً من أيلول.
- قلع الأعشاب أو رشها بمبيد عشب لمنع تكاثر وانتشار الحشرة الناقلة للفيروس عليها.
- تعليق لاصقات صفراء اللون بداخل الدفيئات وعلى المداخل لجذب الحشرة.